# حمام یاسوکند
حمام یاسوکند مربوط به دوره ایلخانی است و در شهرستان بیجار، داخل شهر یاسوکند، مجاور خانه اربابِ سابق واقع شده است. این اثر در تاریخ ۲۴ اسفند ۱۳۸۳ با شمارهٔ ثبت ۱۱۷۶۰ به‌عنوان یکی از آثار ملی ایران به ثبت رسیده است.
تا اواخر دهه ۶۰ شمسی مردم یاسوکند از این حمام به صورت عمومی استفاده میکردند ولی این اثر در حال حاضر به صورت متروک و بدون هیچ گونه محافظتی رها شده است و در حال تخریب است.